# Jotunheimen
Jotunheimen (  PRONÚNCIA) é um maciço montanhoso do sul da Noruega, que inclui as 25 montanhas mais altas do país.                                                            Tem uma área de 3 500 km², e tem como pontos mais elevados Galdhøpiggen (2 469 m) e Glittertinden (2 457 m).

## Etimologia
O nome geográfico Jotunheimen é composto pelas palavras nórdicas jotun (gigantes) e heim (casa), significando ”casa dos gigantes”.

A toponímia popular norueguesa nunca deu um nome específico a esta zona de montanhas, e em 1820 o geólogo B.M. Keilhau, inspirado pelo nome alemão Riesengebirge propôs que se chamasse Jotunfjeldene, as «montanhas dos gigantes». O nome foi mudado para Jotunheimen pelo poeta Aasmund Olavsson Vinje em 1862. Este termo de origem nórdica provém do Jötunheimr, um lugar da mitologia nórdica.

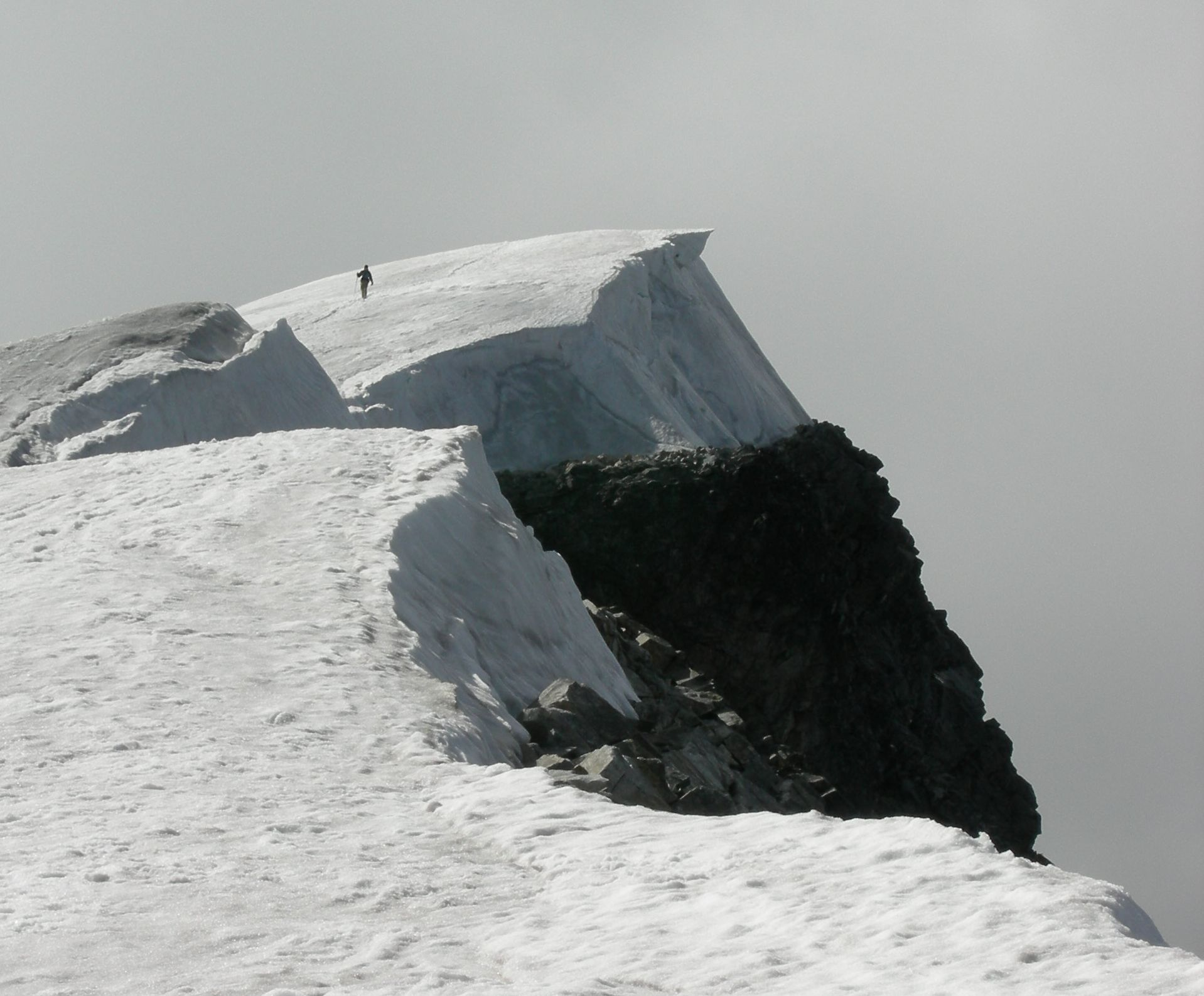
Topo de Glittertinden
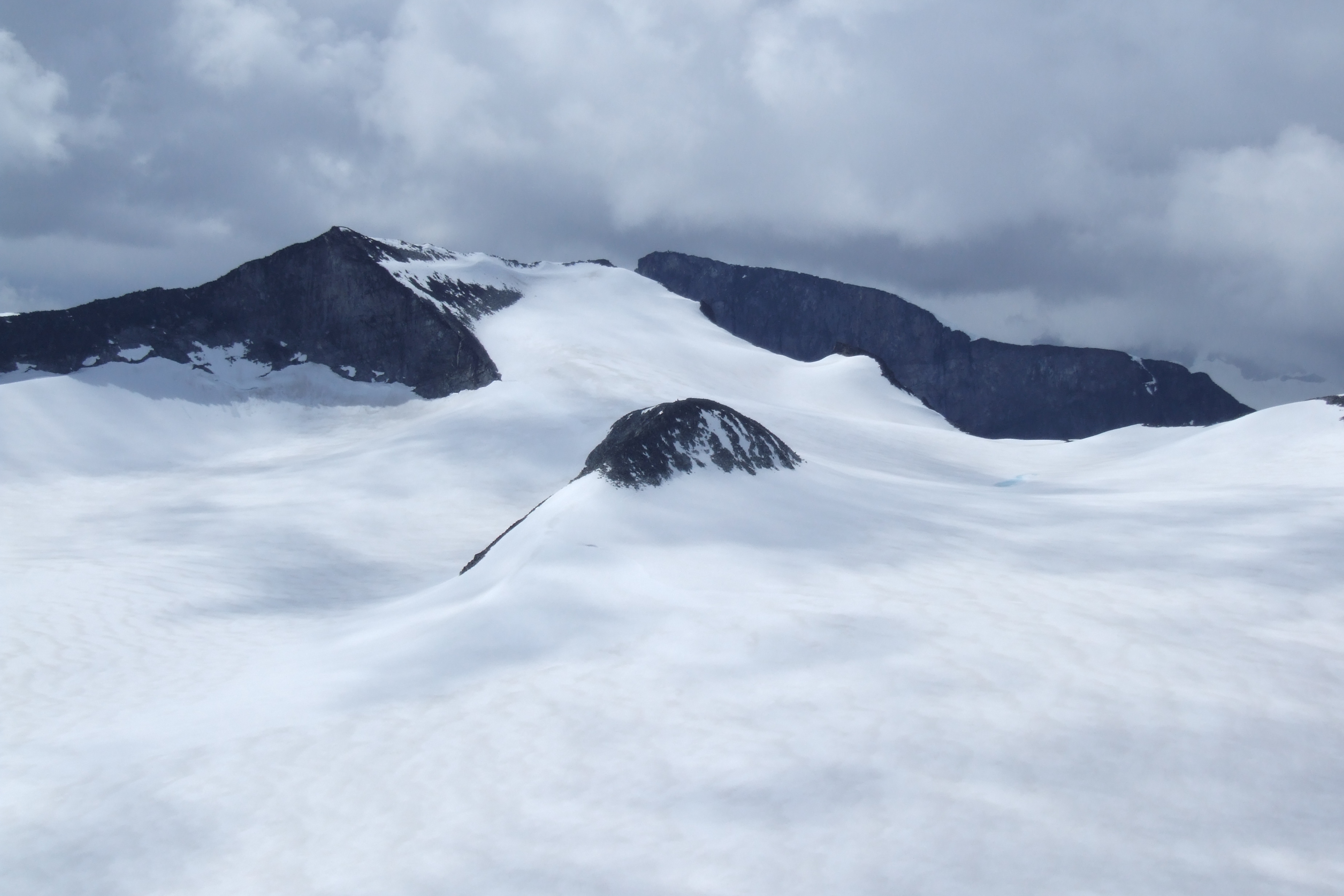
O glaciar (br: geleira) Svellnosbrean
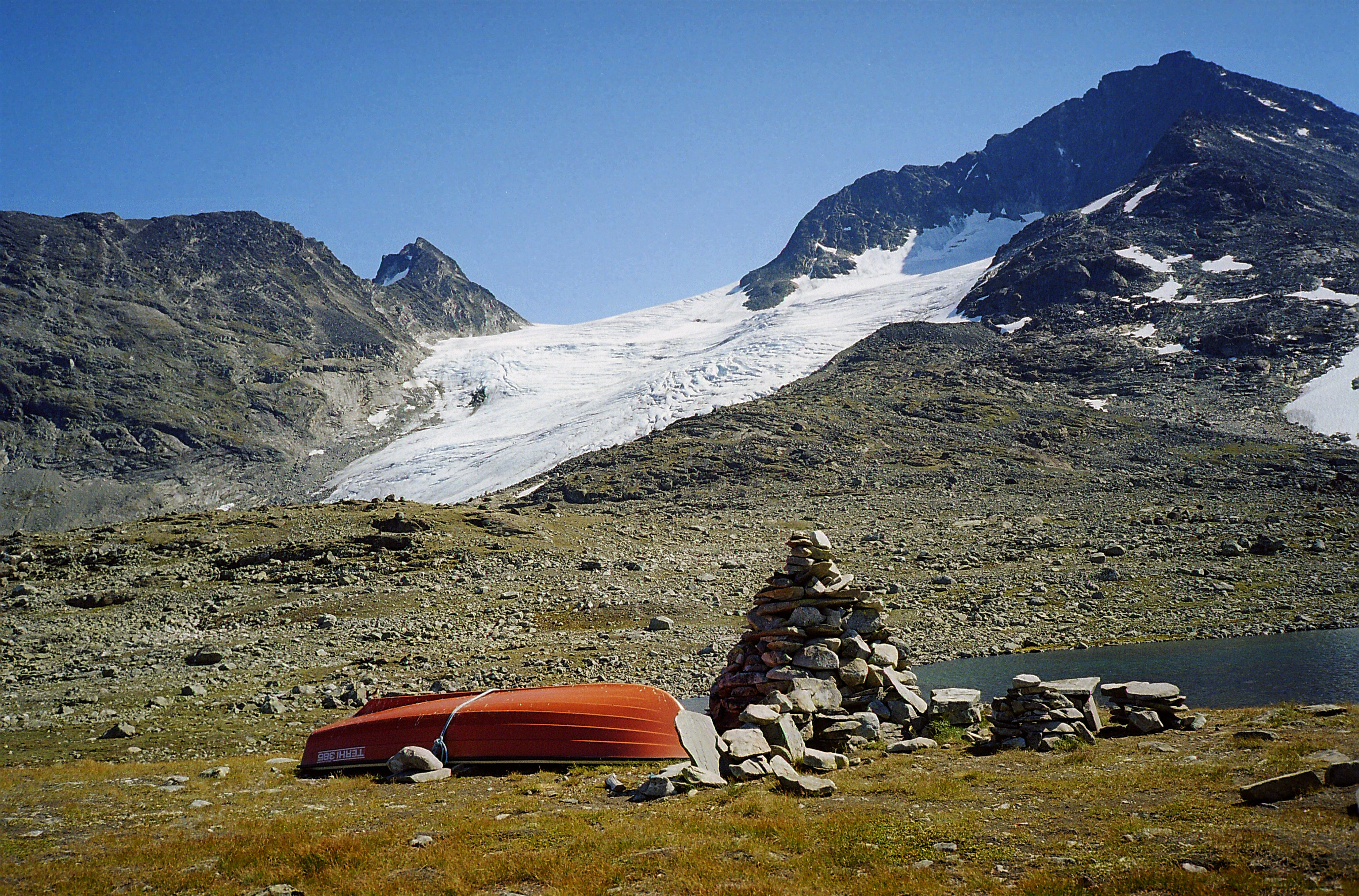
O parque nacional de Jotunheimen
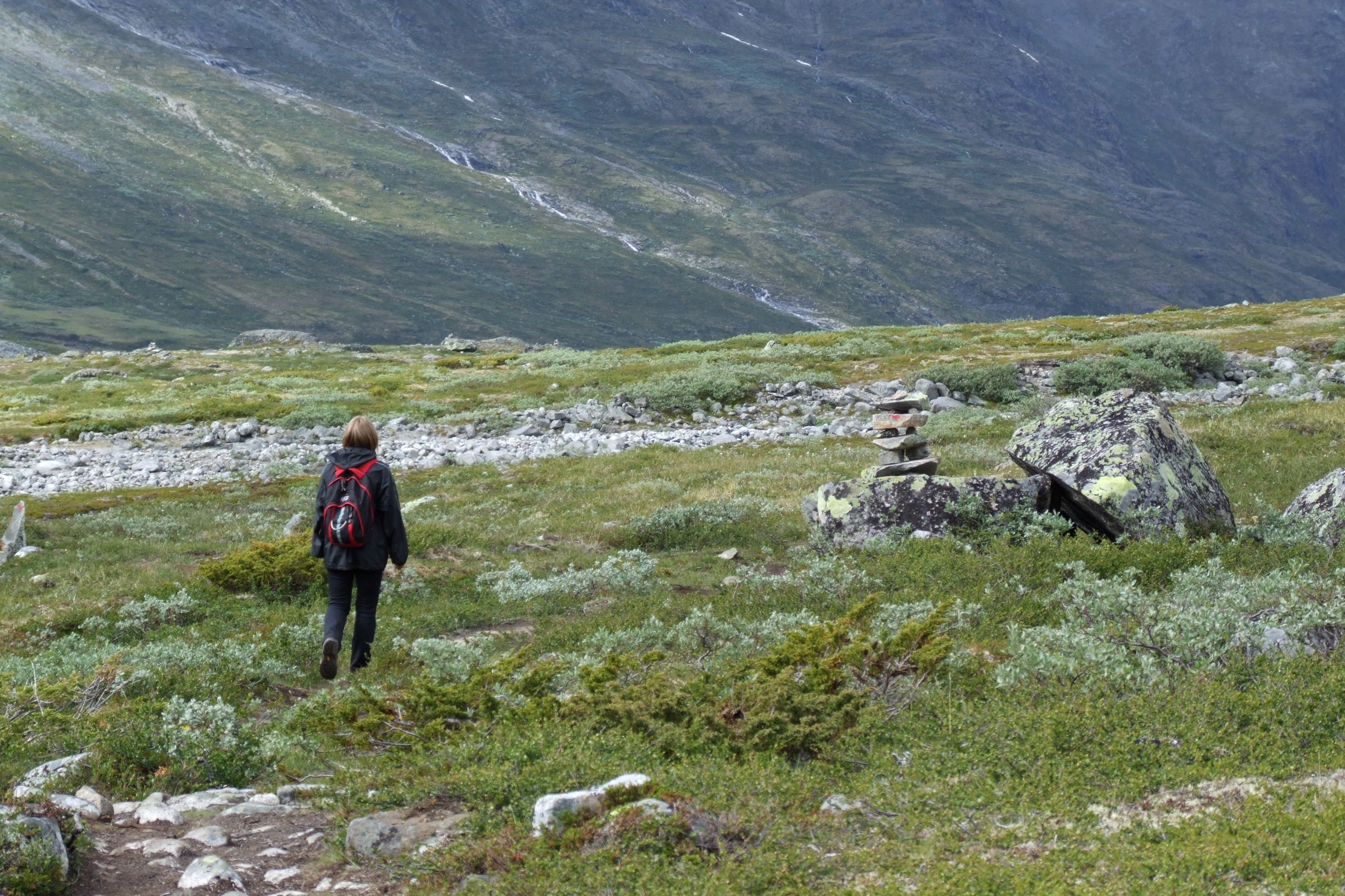
Um turista em Jotunheimen